# GHETTO BLASTER
『GHETTO BLASTER』（ゲットーブラスター）は、moveの21枚目のシングル。

## 概要
- 「Rockin’ HipHop」というmoveにとって新たなジャンルの曲である。
- 二曲目のVAGABONDにて、motsuが初のボーカルに挑戦している。

## 収録曲
1. GHETTO BLASTER
  - 作詞：motsu、作曲・編曲：t-kimura
  - X-TRAIL Cup in お台場オフィシャルソング
  - MBS系音楽番組Fuzz8月度エンディングテーマソング
  - Swatch-Fivb World Tour大阪大会イメージソング
2. VAGABOND
  - 作詞：motsu、作曲・編曲：t-kimura
3. GHETTO BLASTER （Kindergarten　mafia　mix）
4. GHETTO BLASTER （instrumental）
5. VAGABOND （instrumental）